# Ritsu

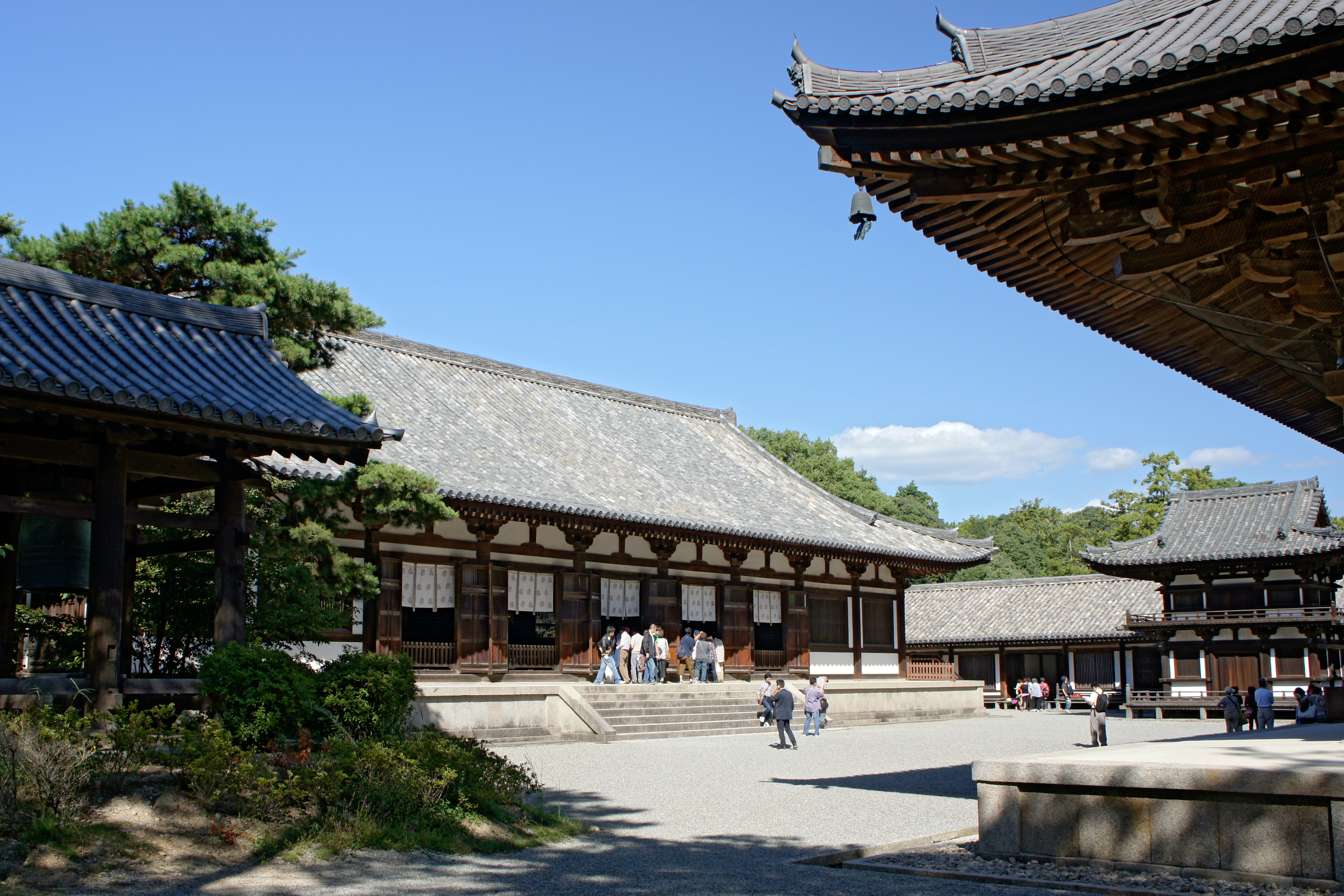
Tōshōdai-ji, Nara

Ritsu (律宗) é uma das seis escolas do budismo japonês do período Nara, célebre pelo seu uso da tradição textual do Vinaya da escola Dharmaguptaka, uma das escolas do budismo inicial. A escola Ritsu foi fundada no Japão pelo monge budista chinês Jianzhen, que ficou cego devido a uma infecção, depois de várias tentativas mal sucedidas de viajar até o Japão. Ele é mais conhecido pela pronúncia japonesa de seu nome - Ganjin. Ganjin viajou ao Japão a pedido de sacerdotes japoneses e estabeleceu o templo Tōshōdai-ji, em Nara. Durante o período Kamakura, a escola Ritsu foi dividida nos ramos de Tōshodai-ji, Kaidan'in, Saidai-ji e Sen'yuji. Entretanto durante o período Meiji, a escola Ritsu foi incorporada pela tradição Shingon por decreto do governo japonês. Atualmente apenas Tōshōdai-ji, que resistiu às medidas do governo, retém sua identidade como um templo Ritsu.